# 83-й меридіан східної довготи
83-й меридіан східної довготи — лінія довготи, що лежить на 83 градуси східніше Гринвіцького меридіана. Вона проходить від Північного полюса через Північний Льодовитий океан, Азію, Індійський океан, Південний океан та Антарктиду до Південного полюса.
83-й меридіан східної довготи формує велике коло разом із 97-мим меридіаном західної довготи.

## Список географічних об'єктів, що перетинає 83° сх. д.
Починаючи на Північному полюсі та рухаючись до Південного полюса, 83-й меридіан східної довготи проходить через:
| Координати                                                 | Країна, територія або море | Примітки                                                                  |
| ---------------------------------------------------------- | -------------------------- | ------------------------------------------------------------------------- |
| 90°0′ пн. ш. 83°0′ сх. д. / 90.000° пн. ш. 83.000° сх. д.  | Північний Льодовитий океан |                                                                           |
| 81°8′ пн. ш. 83°0′ сх. д. / 81.133° пн. ш. 83.000° сх. д.  | Карське море               | Проходить східніше острова Усамітнення, Росія                             |
| 75°58′ пн. ш. 83°0′ сх. д. / 75.967° пн. ш. 83.000° сх. д. | Росія                      | Проходить через острів Тройной[ru]                                        |
| 75°55′ пн. ш. 83°0′ сх. д. / 75.917° пн. ш. 83.000° сх. д. | Карське море               |                                                                           |
| 74°5′ пн. ш. 83°0′ сх. д. / 74.083° пн. ш. 83.000° сх. д.  | Росія                      | Проходить через острів Східний Кам'яний острів[ru]                        |
| 74°4′ пн. ш. 83°0′ сх. д. / 74.067° пн. ш. 83.000° сх. д.  | Карське море               |                                                                           |
| 73°38′ пн. ш. 83°0′ сх. д. / 73.633° пн. ш. 83.000° сх. д. | Росія                      | Проходить через Новосибірськ                                              |
| 50°54′ пн. ш. 83°0′ сх. д. / 50.900° пн. ш. 83.000° сх. д. | Казахстан                  |                                                                           |
| 47°5′ пн. ш. 83°0′ сх. д. / 47.083° пн. ш. 83.000° сх. д.  | КНР                        | Сіньцзян Тибет                                                            |
| 29°40′ пн. ш. 83°0′ сх. д. / 29.667° пн. ш. 83.000° сх. д. | Непал                      |                                                                           |
| 27°27′ пн. ш. 83°0′ сх. д. / 27.450° пн. ш. 83.000° сх. д. | Індія                      | Уттар-Прадеш Чхаттісгарх Одіша Андгра-Прадеш                              |
| 17°29′ пн. ш. 83°0′ сх. д. / 17.483° пн. ш. 83.000° сх. д. | Індійський океан           |                                                                           |
| 60°0′ пд. ш. 83°0′ сх. д. / 60.000° пд. ш. 83.000° сх. д.  | Південний океан            |                                                                           |
| 66°15′ пд. ш. 83°0′ сх. д. / 66.250° пд. ш. 83.000° сх. д. | Антарктида                 | Проходить через Австралійську антарктичну територію (претендує Австралія) |